# Close to the Edge Tour
Die Close to the Edge Tour war eine weltweite Konzerttournee der britischen Progressive-Rock-Band Yes, auf der die Band ihr namensgebendes Album Close to the Edge (1972) bewarb. Gleichzeitig war es die erste Tournee mit ihrem damaligen neuen Schlagzeuger Alan White.

## Hintergrund
Die Close to the Edge Tour startete am 30. Juli 1972 in Dallas und endete am 22. April 1973 in West Palm Beach. Sie umfasste insgesamt 97 Auftritte, hauptsächlich in Nordamerika. Mit zwei kurzen Tourneeabschnitten durch Großbritannien gaben Yes nur vereinzelte Konzerte in Europa, traten dafür erstmals in ihrer Karriere in Japan und Australien auf. Geplant waren außerdem Auftritte in Neuseeland und Lateinamerika, jedoch wurden die drei für Ende März 1973 geplanten Shows in Auckland, Wellington und Christchurch aus logistischen Gründen wieder abgesagt und konkrete Termine für Lateinamerika wurden nie bekanntgegeben oder in den Verkauf gebracht.
Aufgrund seiner Frustration über die Arbeitsweise der Band im Studio und eines Angebotes von Robert Fripp, bei dessen Band King Crimson einzusteigen, gab Yes-Schlagzeuger Bill Bruford, der an den Aufnahmen zu Close to the Edge noch beteiligt gewesen war, am 19. Juli 1972, kurz vor Beginn der Tournee, seinen Ausstieg aus der Band bekannt. Er konnte zwar nahtlos durch Alan White ersetzt werden, da Yes’ Produzent und Toningenieur Eddie Offord mit White bereits durch dessen Kollaborationen mit den ehemaligen Beatles John Lennon, George Harrison, sowie mit Joe Cocker bekannt war, allerdings mussten die ersten vier geplanten Konzerte der Tournee kurzfristig verschoben werden, um White die Zeit zu geben, sich das Yes-Material anzueignen.
Da Bill Bruford zwar auf Close to the Edge spielte, aber für die Tour ersetzt wurde, war er vertraglich verpflichtet, sich die Tantiemen für das Album mit Alan White zu teilen. Bruford gab später an, dass Yes-Manager Brian Lane eine Entschädigungszahlung von 10.000 US-Dollar bei ihm durchgesetzt habe.
Während Yes in der Zeit vom 8. bis zum 14. März 1973 in Japan auf Tournee waren, las Jon Anderson die „'Autobiographie eines Yogi“ („Autobiography of a Yogi“, 1950) von Paramahansa Yogananda, die ihm Jamie Muir, der damalige Perkussionist von King Crimson, empfohlen hatte. Diese inspirierte ihn später zu seinen Texten für das nächste Yes-Album Tales from Topographic Oceans.

## Liveaufnahmen
Elf Songs der Tour (ohne Informationen über Aufnahmedaten oder -orte) waren auf dem im Mai 1973 veröffentlichten Dreifach-Livealbum Yessongs enthalten. Die beiden Auftritte im Londoner Rainbow Theatre am 15. und 16. Dezember 1972 wurden für einen Konzertfilm aufgezeichnet, der ebenfalls Yessongs betitelt wurde und 1975 uraufgeführt wurde. 1984 erwarb die Video Corporation of America die Rechte an Yessongs und veröffentlichte den Film im Februar 1985 erstmals auf VHS. Im Dezember 1997 erschien er erstmals auf DVD und im April 2012 auf Blu-ray Disc. Fans stellten beim Schauen des Films fest, dass zumindest für die Songs Close to the Edge und Starship Trooper im Film die gleichen Audioaufnahmen wie für das Yessongs-Album verwendet wurden.
2015 veröffentlichten Yes ein 14-CD-Live-Album-Boxset mit dem Titel Progeny: Seven Shows from Seventy-Two, das sieben komplette Aufnahmen von Shows in Toronto, Ottawa, Durham, Greensboro, Athens, Knoxville und Uniondale beinhaltet, die ebenfalls im Oktober und November 1972 ebenfalls während der Close to the Edge Tour aufgezeichnet wurden. Anhand dieser Aufnahmen war es möglich, einen Großteil der Aufnahmeorte für das Yessongs-Album zu identifizieren.

## Setlist

### Beispiel-Setlist
- Intro (Firebird Suite)
- Siberian Khatru
- I’ve Seen All Good People
- Heart of the Sunrise
- Clap
- Mood for a Day
- And You and I
- Close to the Edge
- Excerpts from The Six Wives of Henry VIII
- Roundabout
- Yours Is No Disgrace
- Starship Trooper

## Tourdaten
| Nr.                  | Datum               | Stadt               | Land                | Veranstaltungsort                 | Anmerkungen                        |
| Leg 1 – Nordamerika  | Leg 1 – Nordamerika | Leg 1 – Nordamerika | Leg 1 – Nordamerika | Leg 1 – Nordamerika               | Leg 1 – Nordamerika                |
| -------------------- | ------------------- | ------------------- | ------------------- | --------------------------------- | ---------------------------------- |
| xx                   | 26. Juli 1972       | Edwardsville        | Vereinigte Staaten  | SIUE Campus                       | verlegt auf den 21. August 1972    |
| xx                   | 27. Juli 1972       | Louisville          | Vereinigte Staaten  | Louisville Gardens                | verlegt auf den 18. August 1972    |
| xx                   | 28. Juli 1972       | Memphis             | Vereinigte Staaten  | Mid-South Coliseum                | verlegt auf den 19. August 1972    |
| xx                   | 29. Juli 1972       | Little Rock         | Vereinigte Staaten  | Barton Coliseum                   | verlegt auf den 1. August 1972     |
| 1                    | 30. Juli 1972       | Dallas              | Vereinigte Staaten  | Memorial Auditorium               |                                    |
| 2                    | 31. Juli 1972       | Houston             | Vereinigte Staaten  | Sam Houston Coliseum              |                                    |
| xx                   | 1. August 1972      | Oklahoma City       | Vereinigte Staaten  | Civic Center Music Hall           | verlegt auf den 20. August 1972    |
| 3                    | 1. August 1972      | Little Rock         | Vereinigte Staaten  | Barton Coliseum                   |                                    |
| 4                    | 3. August 1972      | Denver              | Vereinigte Staaten  | Coliseum                          |                                    |
| 5                    | 4. August 1972      | Long Beach          | Vereinigte Staaten  | Long Beach Arena                  |                                    |
| 6                    | 5. August 1972      | Berkeley            | Vereinigte Staaten  | Community Theatre                 |                                    |
| 7                    | 6. August 1972      | Portland            | Vereinigte Staaten  | Memorial Coliseum                 |                                    |
| 8                    | 7. August 1972      | Vancouver           | Kanada              | Pacific Coliseum                  |                                    |
| 9                    | 8. August 1972      | Seattle             | Vereinigte Staaten  | Paramount Theatre                 |                                    |
| 10                   | 10. August 1972     | Trotwood            | Vereinigte Staaten  | Hara Arena                        |                                    |
| 11                   | 11. August 1972     | Akron               | Vereinigte Staaten  | Rubber Bowl                       |                                    |
| 12                   | 12. August 1972     | Asbury Park         | Vereinigte Staaten  | Convention Hall                   |                                    |
| 13                   | 13. August 1972     | Columbia            | Vereinigte Staaten  | Merriweather Post Pavilion        |                                    |
| xx                   | 14. August 1972     | Hartford            | Vereinigte Staaten  | Dillon Stadium                    | verlegt auf den 25. September 1972 |
| 14                   | 15. August 1972     | Philadelphia        | Vereinigte Staaten  | Spectrum                          |                                    |
| 15                   | 16. August 1972     | New York City       | Vereinigte Staaten  | Gaelic Park                       |                                    |
| 16                   | 18. August 1972     | Louisville          | Vereinigte Staaten  | Louisville Gardens                |                                    |
| 17                   | 19. August 1972     | Memphis             | Vereinigte Staaten  | Mid-South Coliseum                |                                    |
| 18                   | 20. August 1972     | Oklahoma City       | Vereinigte Staaten  | Civic Center Music Hall           |                                    |
| 19                   | 21. August 1972     | Edwardsville        | Vereinigte Staaten  | SIUE Campus                       | Mississippi River Festival         |
| Leg 2 – Europa       |                     |                     |                     |                                   |                                    |
| 20                   | 2. September 1972   | London              | England             | Crystal Palace Bowl               |                                    |
| 21                   | 4. September 1972   | Glasgow             | Schottland          | Kelvin Hall                       |                                    |
| 22                   | 5. September 1972   | Glasgow             | Schottland          | Kelvin Hall                       |                                    |
| 23                   | 9. September 1972   | Bristol             | England             | Colston Hall                      |                                    |
| 24                   | 10. September 1972  | Manchester          | England             | King’s Hall at Belle Vue          |                                    |
| 25                   | 12. September 1972  | Newcastle upon Tyne | England             | City Hall                         |                                    |
| Leg 3 – Nordamerika  |                     |                     |                     |                                   |                                    |
| 26                   | 15. September 1972  | Hollywood           | Vereinigte Staaten  | Sportatorium                      |                                    |
| 27                   | 16. September 1972  | Tampa               | Vereinigte Staaten  | Curtis Hixon Hall                 |                                    |
| 28                   | 17. September 1972  | Jacksonville        | Vereinigte Staaten  | Veterans Memorial Coliseum        |                                    |
| 29                   | 19. September 1972  | Cincinnati          | Vereinigte Staaten  | Cincinnati Gardens                |                                    |
| 30                   | 20. September 1972  | Indianapolis        | Vereinigte Staaten  | Indiana Convention Center         |                                    |
| 31                   | 21. September 1972  | Detroit             | Vereinigte Staaten  | Cobo Hall                         |                                    |
| 32                   | 22. September 1972  | Chicago             | Vereinigte Staaten  | Arie Crown Theater                | 2 shows                            |
| 33                   | 22. September 1972  | Chicago             | Vereinigte Staaten  | Arie Crown Theater                | 2 shows                            |
| 34                   | 23. September 1972  | Minneapolis         | Vereinigte Staaten  | The Armory                        |                                    |
| 35                   | 24. September 1972  | Milwaukee           | Vereinigte Staaten  | MECCA Arena                       |                                    |
| 36                   | 25. September 1972  | Hartford            | Vereinigte Staaten  | Dillon Stadium                    |                                    |
| 37                   | 26. September 1972  | Boston              | Vereinigte Staaten  | Music Hall                        |                                    |
| 38                   | 27. September 1972  | Richmond            | Vereinigte Staaten  | Coliseum                          |                                    |
| 39                   | 29. September 1972  | New Orleans         | Vereinigte Staaten  | Morris Municipal Auditorium       |                                    |
| 40                   | 30. September 1972  | Atlanta             | Vereinigte Staaten  | Municipal Auditorium              |                                    |
| 41                   | 1. Oktober 1972     | Tuscaloosa          | Vereinigte Staaten  | Memorial Coliseum                 |                                    |
| 42                   | 2. Oktober 1972     | Columbia            | Vereinigte Staaten  | Carolina Coliseum                 |                                    |
| 43                   | 3. Oktober 1972     | Charlotte           | Vereinigte Staaten  | Coliseum                          |                                    |
| Leg 4 – Nordamerika  |                     |                     |                     |                                   |                                    |
| 44                   | 28. Oktober 1972    | Millersville        | Vereinigte Staaten  | Pucillo Gymnasium                 |                                    |
| 45                   | 29. Oktober 1972    | Syracuse            | Vereinigte Staaten  | Onondaga County War Memorial      |                                    |
| 46                   | 30. Oktober 1972    | Waterloo            | Kanada              | UW Campus                         |                                    |
| 47                   | 31. Oktober 1972    | Toronto             | Kanada              | Maple Leaf Gardens                |                                    |
| 48                   | 1. November 1972    | Ottawa              | Kanada              | Civic Centre                      |                                    |
| 49                   | 2. November 1972    | Montréal            | Kanada              | Théâtre Saint-Denis               |                                    |
| 50                   | 3. November 1972    | Flint               | Vereinigte Staaten  | IMA Sports Arena                  |                                    |
| 51                   | 4. November 1972    | Columbus            | Vereinigte Staaten  | St. John Arena                    |                                    |
| 52                   | 5. November 1972    | Erie                | Vereinigte Staaten  | Gannon Auditorium                 |                                    |
| 53                   | 6. November 1972    | Syracuse            | Vereinigte Staaten  | Onondaga County War Memorial      |                                    |
| 54                   | 7. November 1972    | Pittsburgh          | Vereinigte Staaten  | Civic Arena                       |                                    |
| 55                   | 8. November 1972    | Huntington          | Vereinigte Staaten  | Veterans Memorial Fieldhouse      |                                    |
| 56                   | 9. November 1972    | Norfolk             | Vereinigte Staaten  | Scope Arena                       |                                    |
| 57                   | 10. November 1972   | Roanoke             | Vereinigte Staaten  | Civic Center                      |                                    |
| 58                   | 11. November 1972   | Durham              | Vereinigte Staaten  | Duke Indoor Stadium               |                                    |
| 59                   | 12. November 1972   | Greensboro          | Vereinigte Staaten  | Coliseum                          |                                    |
| 60                   | 14. November 1972   | Athens              | Vereinigte Staaten  | Georgia Coliseum                  |                                    |
| 61                   | 15. November 1972   | Knoxville           | Vereinigte Staaten  | Civic Coliseum                    |                                    |
| 62                   | 16. November 1972   | Bowling Green       | Vereinigte Staaten  | Anderson Arena                    |                                    |
| 63                   | 17. November 1972   | Terre Haute         | Vereinigte Staaten  | Tilson Auditorium                 |                                    |
| 64                   | 18. November 1972   | South Bend          | Vereinigte Staaten  | Athletic & Convocation Center     |                                    |
| 65                   | 19. November 1972   | Kent                | Vereinigte Staaten  | Memorial Gymnasium                |                                    |
| 66                   | 20. November 1972   | Uniondale           | Vereinigte Staaten  | Nassau Veterans Memorial Coliseum |                                    |
| Leg 5 – Europa       |                     |                     |                     |                                   |                                    |
| 67                   | 15. Dezember 1972   | London              | England             | Rainbow Theatre                   |                                    |
| 68                   | 16. Dezember 1972   | London              | England             | Rainbow Theatre                   |                                    |
| 69                   | 17. Dezember 1972   | Manchester          | England             | Hardrock Concert Theatre          |                                    |
| Leg 6 – Australasien |                     |                     |                     |                                   |                                    |
| 70                   | 8. März 1973        | Tokio               | Japan               | Kōsei Nenkin Kaikan               |                                    |
| 71                   | 9. März 1973        | Tokio               | Japan               | Shibuya Kōkaidō                   |                                    |
| 72                   | 10. März 1973       | Tokio               | Japan               | Kanda Kyoritsu Kōdō               |                                    |
| 73                   | 11. März 1973       | Nagoya              | Japan               | Civic Assembly Hall               |                                    |
| 74                   | 12. März 1973       | Osaka               | Japan               | Kōsei Nenkin Kaikan               |                                    |
| 75                   | 14. März 1973       | Kyoto               | Japan               | Kaikan                            |                                    |
| 76                   | 19. März 1973       | Brisbane            | Australien          | Festival Hall                     |                                    |
| 77                   | 21. März 1973       | Adelaide            | Australien          | Apollo Stadium                    |                                    |
| 78                   | 23. März 1973       | Melbourne           | Australien          | Festival Hall                     |                                    |
| 79                   | 26. März 1973       | Sydney              | Australien          | Hordern Pavilion                  |                                    |
| 80                   | 27. März 1973       | Sydney              | Australien          | Hordern Pavilion                  |                                    |
| xx                   | 29. März 1973       | Auckland            | Neuseeland          | Western Springs Stadium           |                                    |
| xx                   | 30. März 1973       | Wellington          | Neuseeland          | Athletic Park                     |                                    |
| xx                   | 31. März 1973       | Christchurch        | Neuseeland          | Town Hall                         |                                    |
| Leg 7 – Nordamerika  |                     |                     |                     |                                   |                                    |
| 81                   | 4. April 1973       | San Diego           | Vereinigte Staaten  | Sports Arena                      |                                    |
| 82                   | 5. April 1973       | Inglewood           | Vereinigte Staaten  | The Forum                         |                                    |
| 83                   | 6. April 1973       | Las Vegas           | Vereinigte Staaten  | Ice Palace                        |                                    |
| 84                   | 7. April 1973       | San Francisco       | Vereinigte Staaten  | Winterland Ballroom               |                                    |
| 85                   | 8. April 1973       | Albuquerque         | Vereinigte Staaten  | Johnson Gymnasium                 |                                    |
| 86                   | 9. April 1973       | Phoenix             | Vereinigte Staaten  | Civic Plaza                       |                                    |
| 87                   | 11. April 1973      | Wichita             | Vereinigte Staaten  | Century II Convention Hall        |                                    |
| 88                   | 12. April 1973      | Oklahoma City       | Vereinigte Staaten  | Fairgrounds Arena                 |                                    |
| 89                   | 13. April 1973      | San Antonio         | Vereinigte Staaten  | Municipal Auditorium              |                                    |
| 90                   | 14. April 1973      | Houston             | Vereinigte Staaten  | Hofheinz Pavilion                 |                                    |
| 91                   | 15. April 1973      | Dallas              | Vereinigte Staaten  | Memorial Auditorium               |                                    |
| 92                   | 16. April 1973      | St. Louis           | Vereinigte Staaten  | Kiel Auditorium                   |                                    |
| 93                   | 17. April 1973      | St. Louis           | Vereinigte Staaten  | Kiel Auditorium                   |                                    |
| 94                   | 18. April 1973      | Nashville           | Vereinigte Staaten  | Municipal Auditorium              |                                    |
| 95                   | 19. April 1973      | Atlanta             | Vereinigte Staaten  | Alexander Memorial Coliseum       |                                    |
| 96                   | 20. April 1973      | Savannah            | Vereinigte Staaten  | Civic Center                      |                                    |
| 97                   | 21. April 1973      | Tampa               | Vereinigte Staaten  | Curtis Hixon Hall                 |                                    |
| 98                   | 22. April 1973      | West Palm Beach     | Vereinigte Staaten  | Auditorium                        |                                    |

## Band
- Jon Anderson: Gesang, Gitarre
- Steve Howe: Gitarre, Pedal-Steel-Gitarre, Hintergrundgesang
- Chris Squire: Bass, Hintergrundgesang
- Rick Wakeman: Keyboards
- Alan White: Schlagzeug, Percussion